# Roggerio Nyakossi
Roggerio Nyakossi (* 13. Januar 2004 in Genf) ist ein Schweizer Fussballspieler.

## Karriere
Nyakossi begann seine Laufbahn in der Jugend des Servette FC. Im Juni 2021 absolvierte er ein Spiel für die zweite Mannschaft in der fünftklassigen 2. Liga interregional. Am 8. August 2021 gab er beim 1:5 gegen den FC Basel sein Debüt für die erste Mannschaft in der erstklassigen Super League, als er in der 77. Minute für Grejohn Kyei eingewechselt wurde.
Im Sommer 2022 wechselte Nyakossi für eine Ablösesumme von 2 Millionen Schweizer Franken zu Olympique Marseille.